# Седрик Каломбо
Седрик Мбуямба Каломбо (на италиански: Sedrick Mbuyamba Kalombo) е италиански футболист, който играе на поста ляво крило. Състезател на Миньор (Перник).

## Кариера
Каломбо дебютира в Лега Про с отбора на Лече на 10 март 2013 г. при победата с 5:0 като домакин на Лумецане.
На 31 януари 2019 г. Седрик е пратен под наем в Римини.
На 31 януари 2020 г. е даден под наем на Риети.
На 3 октомври 2020 г. се присъединява под наем към Фоджа.
На 4 февруари 2022 г. Каломбо подписва с Царско село. Дебютира на 20 февруари при загубата с 1:2 като домакин на Берое, като той отбелязва и дебютния си гол в същия мач.